# Momoka Ariyasu
Momoka Ariyasu (有安 杏果 Ariyasu Momoka?,  Prefectura de Kioto, Japón, 15 de marzo de 1995) es una cantante y actriz japonesa. Es conocida por haber sido miembro del grupo de pop femenino Momoiro Clover Z, donde su color distintivo era el verde. 

## Biografía

### Primeros años
Ariyasu nació en Kioto, pero creció en Fujimi, Saitama. El nombre de "Momoka" provino de un personaje de una telenovela que su madre veía cuando estaba embarazada. Con apenas un año de edad, comenzó a actuar como modelo en una revista de bebés. Luego fue representada por la agencia Carotte C&T y apareció en numerosos programas de televisión y comerciales publicitarios.
El 2004, Ariyasu apareció regularmente en el programa infantil Ponkikkids de la cadena Fuji TV, en el cual actuaba como parte de un grupo de amigas llamado «The Sister Rabbits». Durante ese tiempo, se unió a la banda juvenil Exile, como cantante y bailarina.

### Carrera
El 1 de noviembre de 2008, Ariyasu se unió a la agencia de promoción de talentos Stardust Promotion, y el 2 de febrero del siguiente año ingresó en el grupo de pop femenino Power Age. Power Age fue un proyecto que inició en 2005 con jóvenes de secundaria, sin embargo, cuando Ariyasu se unió a dicha banda, esta se encontraba a punto de desparecer de la escena discográfica. Tres meses después, la agrupación se separó. El 26 de julio de 2009, Ariyasu fue incorporada al grupo de pop Momoiro Clover Z.
El 1 de enero de 2013, se anunció que tomaría un receso de sus labores artísticas, debido a que recibiría un tratamiento en su garganta, por lo que debía cuidar su voz evitando el canto hasta finales de ese mes. El 7 de febrero, se anunció que la recuperación requeriría otro mes, por lo que sus partes vocales en Momoiro Clover Z tuvieron que ser efectuadas por otros miembros del grupo.
El 3 de julio de 2016, Ariyasu realizó su primer concierto en vivo nombrado «Feel a Heartbeat» en el Yokohama Arena.

## Imagen
El color usado por Ariyasu en Momoiro Clover era el verde. Se trata de un color distintivo que usan cada una de sus integrantes. Con sus 148 centímetros de altura, Ariyasu es la más baja del grupo. Las palabras que usa para presentarse a ella misma frente a su audiencia son «Silly little giant» (ちょっぴりおバカな小さな巨人?) ("la pequeña gigante tonta"). Ella misma se describe con la palabra «baka» («tonta», «estúpida»), manifestando que en la escuela no podía recordar nada o entender materias básicas, pero sus compañeras de banda aseguran que Ariyasu estudia todo el tiempo, inclusive tras bastidores. Sus materias favoritas son el idioma inglés, matemáticas y japonés.

## Grupos y bandas
- Sister Rabbits (シスターラビッツ?) (desde el 2004)
- Power Age (2 de febrero[6] — 30 de mayo de 2009)
- Momoiro Clover Z (26 de julio de 2009 — 21 de enero de 2018)

## Filmografía

### Películas
- Gin no Angel (銀のエンゼル?) (2004)
- Shirome (2010)
- Ninifuni (NINIFUNI?) (cortometraje, 4 de febrero de 2012)
- Momodora (ももドラ momo+dra?) (2012)
- Maku ga Agaru (幕が上がる?) (2015)[16]

### Televisión
- French Potato Cup (フレンチポテトカップ?) (1999, Yomiuri TV)
- Saturday Drama Special Shijō no Koi: Ai wa Umi o Koete (至上の恋〜愛は海を越えて〜?) (2001, NHK)
- Suntory Mystery Prize Special Toki no Nagisa (スペシャル 時の渚?) (2001, TV Asahi)
- Monday Mystery Theater Pet Sitter Sawaguchi Hanako no Jikenbo (ペットシッター沢口華子の事件簿?) (2001, Tokyo Broadcasting System)
- Tuesday Suspense Theater Oyaji (親父?) (2001, NTV)
- SMAP×SMAP special Tokubetsu-hen Saranheyo Ai no Gekijō no Ai no Uta "Kenbo Haseyo: Shiawase ni Nare yo" (サランヘヨ愛の劇場の愛の唄「ケンボハセヨ〜幸せになれよ〜」?) (2002, Fuji TV)
- Hamidashi Keiji Jōnetsu Kei (はみだし刑事情熱系?) (Ep. 359, 2002, TV Asahi)
- Kindaichi Shōnen no Jikenbo SP (金田一少年の事件簿SP?) (2005, NTV)
- Friday Entertainment Okusama wa Keishi Sōkan (奥様は警視総監?) (2006, Fuji TV)
- Drama 30 Gakincho: Return Kids (がきんちょ〜リターン・キッズ〜?) (2006, MBS TV)

### Variedades
- Ronbu Gragon (ロンブー龍?) (2001, NTV)
- Ponkikkids 2 (ポンキッキーズ21?) (2004–2005, Fuji TV) — como Momoka de la banda Sisters Rabbit
- Mecha-Mecha Iketeru! Ii Imi Yabaissu Okazairu Special (いい意味でヤバイっす オカザイルスペシャル?) (2007, Fuji TV) — como bailarina del grupo Exile

### Vídeos musicales
- Asuka Hayashi - "Chiisaki Mono" (小さきもの?) (2003)
- SMAP - "Tomodachi e (Say What You Will)" (友だちへ〜Say What You Will〜?) (2005)
- Exile - "Choo Choo Train" (Choo Choo TRAIN?) (2008)
- Exile - "The Galaxy Express 999" (2008)